# Generazione Alfa

Le etichette usate in sociologia per indicare le diverse generazioni

Con il termine Generazione Alfa (anche Generazione Alpha) si identifica la generazione che segue alla Generazione Z. Viene comunemente circoscritta nella prima metà degli anni duemiladieci e la prima metà degli anni duemilaventi, anche se le date precise possono variare a seconda delle definizioni. Chiamata così dalla prima lettera dell'alfabeto greco (α), è la prima generazione ad essere nata interamente nel XXI secolo. I membri della Generazione Alfa sono per la maggior parte i figli degli ultimi membri della Generazione X e della Generazione Y.
Il termine viene fatto risalire a Mark McCrindle, che nel suo libro The ABC of XYZ: Understanding the Global Generations, pubblicato nel 2009, chiamò "Generation Alpha" quella dei nati dal 2013 in poi. McCrindle nomina inoltre la Generazione Alfa in un discorso a un evento TEDx nel 2015.
I membri della Generazione Alfa sono stati anche definiti screenagers, per l'importanza degli schermi di computer, tablet e telefoni cellulari nella loro crescita. La Generazione Alfa viene seguita dalla Generazione Beta. 

## Descrizione
Il periodo di nascita della Generazione Alfa ha visto un calo dei tassi di fertilità in gran parte del mondo, con quasi tre quarti dei membri provenienti da Asia e Africa. L'intrattenimento per l'infanzia è stato sempre più dominato dalla tecnologia, dai social network e dai servizi di streaming, con una riduzione dell'interesse per altri media tradizionali come la televisione. I cambiamenti nell'uso della tecnologia hanno avuto un effetto sul modo in cui questa generazione ha sperimentato l'apprendimento precoce rispetto alle generazioni precedenti. Gli studi suggeriscono che allergie, obesità e problemi di salute legati al tempo trascorso davanti allo schermo sono diventati sempre più diffusi tra i bambini di questa generazione. Inoltre la pandemia di COVID-19, le relative restrizioni e l’invasione russa dell'Ucraina del 2022 sono stati eventi significativi nella vita della Generazione Alfa.

## Demografia
La Generazione Alfa è in gran parte composta dagli ultimi figli della Generazione X e dai primi figli della Generazione Y. 
Non c'è consenso unanime sulla data d'inizio della Generazione Alfa. I sociologi e i principali media che si focalizzano sulla Generazione Alfa usano comunemente anni di nascita iniziali che ricadono tra i primi anni duemiladieci (In particolare 2010 e 2013), e tra gli ultimi anni duemilaventi. Nel libro Generation Alpha del 2023 di Mark McCrindle, la Generazione Alfa copre i nati tra il 2010 e il 2024. In un rapporto del 2019, Il Pew Research Center ha utilizzato provvisoriamente il 2013 come anno iniziale per questa generazione. In un rapporto del censimento svolto nel 2021, l'Australian Bureau of Statistics ha utilizzato il 2011 come anno iniziale della Generazione Alfa.